# Zelandotipula septemlineata
Zelandotipula septemlineata är en tvåvingeart som beskrevs av Alexander 1980. Zelandotipula septemlineata ingår i släktet Zelandotipula och familjen storharkrankar.
Artens utbredningsområde är Bolivia. Inga underarter finns listade i Catalogue of Life.